# Igalo

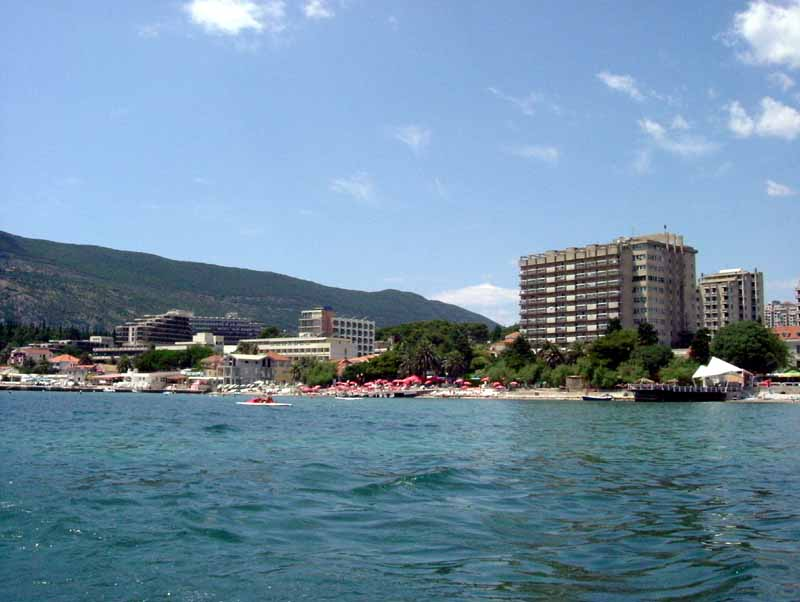
Igalo

Igalo (kyrillisch Игало) ist eine kleine montenegrinische Stadt westlich von Herceg Novi, die als erste über die E65/E80 von Kroatien bzw. Dubrovnik aus zu erreichen ist. Der Name ist griechischen Ursprungs und bedeutet Küste oder Strand. Nach der Volkszählung von 2011 hatte sie eine Bevölkerung von 3.354 Einwohnern. Igalo und Herceg Novi sind nur administrativ unterteilt, es existiert keine sichtbare Trennung zwischen den beiden Städten.
An der Küste verbindet der Boulevard Sem Danic, an dem sich viele kleine Restaurants und Cafés befinden, die beiden Städte. Zanic, der bekannteste Strand Igalos, befindet sich jedoch nicht direkt vor Ort, sondern auf der vor der Küste liegenden Insel Mamula, die mit dem Motorboot in 20 Minuten erreichbar ist.
Das an den Hängen des Orjen-Gebirges gelegene Igalo ist regional bekannt für das „Dr. Simo Milošević“-Institut für physikalische Medizin, ein mediterranes Spa-Bad, das früher viele Touristen anlockte. Architekt Aleksandar Djordjevic erschuf dieses Institut. Es ist eines der einzigartigsten Krankenhäuser und Kurorte auf dem Balkan. Bekannt ist es für seine Verwendung von Sand und Heilschlamm vom Meeresboden, denen eine heilende Wirkung zugeschrieben wird. Obwohl die Auswirkungen der Jugoslawienkriege die touristische Attraktivität Igalos vorerst einschränkten, bleibt es dennoch ein beliebter Ferienort für Touristen aus der umliegenden Region.
Der ehemalige jugoslawische Staatspräsident und Diktator Tito hatte hier seine Sommerresidenz, die Villa Galeb. Das Gebäude wurde nach seinem Tod für politische Treffen weiterverwendet, zuletzt für die Milošević-Tuđman-Sitzung im September 1991.

## Bevölkerung
2003 lebten in Igalo etwa 60 % Serben, 27 % Montenegriner und ca. 2,5 % Kroaten.
| Jahr      | 1948 | 1953 | 1961 | 1971  | 1981  | 1991  | 2003  | 2011  |
| --------- | ---- | ---- | ---- | ----- | ----- | ----- | ----- | ----- |
| Einwohner | 378  | 455  | 638  | 1.063 | 3.556 | 3.613 | 3.754 | 3.354 |